# محمود عباس
محمود عبّاس با کنیه ابومازن (زادهٔ ۱۵ نوامبر ۱۹۳۵) دومین رئیس‌جمهور فلسطین و دومین رئیس تشکیلات خودگردان فلسطین از ۲۰۰۵ است. وی همچنین بالاترین مقام سیاسی سازمان فتح و نخستین نخست‌وزیر تشکیلات خودگردان فلسطین است. او از مارس تا اکتبر ۲۰۰۳ در این سمت بر سر کار بود تا این‌که به علت عدم حمایت آمریکا و اسرائیل و همین‌طور تحریکات داخلی علیه وی از منصب خود کناره گرفت. محمود عباس قبل از نخست‌وزیری، مسئول مذاکرات سازمان آزادی‌بخش فلسطین بود. او بعد از یاسر عرفات تا ۱۱ نوامبر ۲۰۰۴ اداره‌کننده کمیته اجرایی سازمان آزادی‌بخش فلسطین نیز بود.
محمود عباس در ۹ ژانویه ۲۰۰۵ به عنوان رئیس تشکیلات خودگردان فلسطین انتخاب شد تا تا ۱۵ ژانویه ۲۰۰۹ در این سمت خدمت کند. اما او با استناد به قانون اساسی سازمان آزادی‌بخش فلسطین (سازمان آزادی‌بخش فلسطین)، دوره خود را تا انتخابات بعدی در سال ۲۰۱۰ تمدید کرد و در ۱۶ دسامبر ۲۰۰۹، شورای مرکزی سازمان آزادی‌بخش فلسطین او را برای مدت نامحدودی در این سمت تأیید کرد. در نتیجه، حماس، رقیب اصلی فتح، در ابتدا اعلام کرد که این تمدید را به رسمیت نمی‌شناسد و عباس را رئیس‌جمهور مشروع نمی‌داند. با این حال، عباس در سطح بین‌المللی در سمت‌های خود به رسمیت شناخته شد و حماس و فتح در سال‌های بعدی مذاکرات متعددی انجام دادند. این مذاکرات در آوریل ۲۰۱۴ به توافقی برای تشکیل دولت وحدت ملی (که تا اکتبر ۲۰۱۶ ادامه داشت) و به رسمیت شناختن سمت او توسط حماس منجر شد. عباس در ۲۳ نوامبر ۲۰۰۸ نیز توسط شورای مرکزی سازمان آزادی‌بخش فلسطین برای ادامه خدمت به عنوان رئیس‌جمهور انتخاب شده بود.
عباس از مارس تا سپتامبر ۲۰۰۳ به عنوان اولین نخست‌وزیر تشکیلات خودگردان فلسطین خدمت کرد. پیش از انتصاب به نخست‌وزیری، عباس ریاست بخش امور مذاکرات سازمان آزادی‌بخش فلسطین را بر عهده داشت. عباس همواره مورد انتقاد و جنجال بوده است؛ او به فساد، تحریف تاریخ یهود و همچنین انکار هولوکاست متهم شده است. با این حال، عباس یک بازیگر کلیدی در مذاکرات صلح و در گفتگوهایی بود که زمینه را برای چاره دوکشوری اسرائیل و فلسطین فراهم آورد.

## زندگی شخصی و خانواده
محمود رضا عباس در ۱۵ نوامبر ۱۹۳۵ در صفد، واقع در منطقه جلیل در فلسطین تحت قیمومت بریتانیا (اسرائیل کنونی) به دنیا آمد. خانواده او در طول جنگ ۱۹۴۸ فلسطین به سوریه گریختند. عباس پیش از رفتن به مصر، در دانشگاه دمشق در رشته حقوق فارغ‌التحصیل شد.
عباس بعدها در دانشگاه پاتریس لومومبا در مسکو به تحصیلات تکمیلی پرداخت و در آنجا مدرک «کاندیدای علوم» (معادل دکترای شوروی) را کسب کرد. پایان‌نامه دکترای او با عنوان «سوی دیگر: رابطه پنهان بین نازیسم و صهیونیسم»، بحث‌برانگیز بود.
او با آمینه عباس ازدواج کرده و حاصل این ازدواج سه پسر بوده است. بزرگ‌ترین پسرشان، مازن عباس، که یک شرکت ساختمانی در دوحه را اداره می‌کرد، در سال ۲۰۰۲ در سن ۴۲ سالگی بر اثر حمله قلبی در قطر درگذشت. کنیه ابومازن به معنای «پدر مازن» است. دومین پسر آنها، یاسر عباس، یک تاجر کانادایی است که به افتخار یاسر عرفات، رهبر پیشین تشکیلات خودگردان فلسطین، نامگذاری شد. کوچک‌ترین پسرشان، طارق، نیز یک مدیر بازرگانی است. عباس هشت نوه دارد که شش نفر از آنها در طرح «بذرهای صلح» مشارکت دارند؛ این طرح به منظور ایجاد ارتباط بین جوانان فلسطینی و اسرائیلی است.

## فعالیت سیاسی
در اواسط دهه ۱۹۵۰، محمود عباس به شدت درگیر فعالیت‌های سیاسی زیرزمینی فلسطین شد و به تعدادی از فلسطینیان تبعیدی در قطر پیوست. در آنجا، او به عنوان مدیر پرسنل در خدمات مدنی امیرنشین قطر مشغول به کار بود. در سال ۱۹۶۱، در همین دوران، او برای عضویت در فتح جذب شد. فتح در اواخر دهه ۱۹۵۰ توسط یاسر عرفات و پنج فلسطینی دیگر در کویت تأسیس شده بود. در آن زمان، عرفات با جذب فلسطینیان ثروتمند در قطر، کویت و دیگر کشورهای حوزه خلیج فارس، پایه‌های فتح را بنا می‌گذاشت.
به گفته ابو داود، بخشی از وجوه جمع‌آوری شده توسط عباس، بدون اطلاع او، برای اجرای کشتار مونیخ در سال ۱۹۷۲ استفاده شد. عباس از اولین اعضای فتح بود که در سال ۱۹۷۷ خواستار مذاکره با اسرائیلی‌های میانه‌رو شد. او در مصاحبه‌ای در سال ۲۰۱۲ به یاد آورد: «چون ما اسلحه به دست گرفتیم، در موقعیتی بودیم که می‌توانستیم با اعتبار آن را زمین بگذاریم.» در سال ۱۹۷۷، عباس خواستار بازگشت یهودیان عرب به کشورهای مبدأشان شد که مورد تأیید مراکش، تونس، لیبی، مصر، عراق، یمن و سودان قرار گرفت. عباس وظایف دیپلماتیک را بر عهده داشت و تصویری میانه‌رو در برابر سیاست‌های «انقلابی» سازمان آزادی‌بخش فلسطین ارائه می‌داد. او اولین مقام سازمان آزادی‌بخش فلسطین بود که پس از جنگ خلیج فارس در ژانویه ۱۹۹۳ به عربستان سعودی سفر کرد تا روابط با کشورهای حاشیه خلیج فارس را پس از حمایت سازمان آزادی‌بخش فلسطین از عراق در طول جنگ بهبود بخشد. در توافقنامه اسلو اول، عباس در ۱۳ سپتامبر ۱۹۹۳ به عنوان امضاکننده از طرف سازمان آزادی‌بخش فلسطین حضور داشت. او خاطرات خود را با عنوان «از کانال‌های مخفی: راهی به اسلو» (۱۹۹۵) منتشر کرد.
در سال ۱۹۹۵، او و مذاکره‌کننده اسرائیلی، یوسی بیلین، توافقنامه بیلین-ابومازن را نوشتند که قرار بود چارچوبی برای یک توافق صلح آینده بین اسرائیل و فلسطین باشد. در سپتامبر ۲۰۱۶، مشخص شد که عباس ممکن است زمانی برای کاگ‌ب، حتی از سال ۱۹۸۵ در دمشق، کار می‌کرده باشد. این موضوع بر اساس سندی است که در بایگانی میتروخین کشف شد و در آن نام او به عنوان عامل «کروتوف» ثبت شده است. مقامات فلسطینی در پاسخ اظهار داشتند که در زمان مورد بحث، سازمان آزادی‌بخش فلسطین با مسکو همکاری می‌کرده است و عباس رابط آنها در بنیاد دوستی فلسطین و شوروی بوده است.

### نخست‌وزیری
در اوایل سال ۲۰۰۳، با خودداری اسرائیل و ایالات متحده از مذاکره با یاسر عرفات، گمان می‌رفت که محمود عباس نامزدی برای نقش رهبری مورد نظر هر دو کشور باشد. به عنوان یکی از معدود اعضای بنیان‌گذار باقی‌مانده فتح، او تا حدی در آرمان فلسطین اعتبار داشت و نامزدی او با این واقعیت تقویت شد که سایر فلسطینیان برجسته به دلایل مختلف مناسب نبودند (معروف‌ترین آنها، مروان برغوثی، پس از محکومیت در دادگاه اسرائیلی به اتهام مسئولیت در قتل‌های متعدد، در زندان اسرائیل بود). شهرت عباس به عنوان یک پراگماتیست (عمل‌گرا)، لطف غرب و برخی اعضای مجلس قانون‌گذاری ف=لسطین را برای او به ارمغان آورد. تحت فشار بین‌المللی، در ۱۹ مارس ۲۰۰۳، عرفات، عباس را به عنوان نخست‌وزیر تشکیلات خودگردان فلسطین منصوب کرد. به گفته گیلبرت آچکار، ایالات متحده، عباس را بر عرفات، رهبر منتخب دموکراتیک، تحمیل کرد، اگرچه اکثر فلسطینیان عباس را یک کویزلیگ (خائن) می‌دانستند.
کشمکش قدرت بین عرفات و عباس درگرفت. دوره نخست‌وزیری عباس با درگیری‌های متعددی بین او و عرفات بر سر تقسیم قدرت مشخص شد. ایالات متحده و اسرائیل، عرفات را به تضعیف عباس و دولتش متهم کردند. عباس اشاره کرد که اگر کنترل بیشتری بر دولت به او داده نشود، استعفا خواهد داد. در اوایل سپتامبر ۲۰۰۳، او در مورد این موضوع با پارلمان فلسطین درگیر شد.
عباس با گروه‌های شبه‌نظامی فلسطینی، به ویژه جنبش جهاد اسلامی فلسطین و حماس، درگیر شد زیرا سیاست‌های عمل‌گرایانه او با رویکرد سرسختانه آنها در تضاد بود. در ابتدا، او متعهد شد که برای جلوگیری از جنگ داخلی، از زور علیه شبه‌نظامیان استفاده نکند و تلاش به مذاکره کرد. این تلاش تا حدی موفق بود و منجر به تعهد دو گروه به رعایت آتش‌بس یک‌جانبه فلسطینی شد. با این حال، ادامه خشونت و «قتل‌های هدفمند» اسرائیل از رهبران شناخته شده، عباس را مجبور کرد تا برای حفظ تعهد تشکیلات خودگردان فلسطین به نقشه راه صلح، به سرکوب متعهد شود.
این امر منجر به کشمکش قدرت با عرفات بر سر کنترل خدمات امنیتی فلسطین شد؛ عرفات از واگذاری کنترل به عباس خودداری کرد و بدین ترتیب مانع از استفاده او از آنها علیه شبه‌نظامیان شد. عباس در ۶ سپتام۲۰۰۳ به دلیل عدم حمایت اسرائیل و ایالات متحده و همچنین «تحریکات داخلی» علیه دولتش، از سمت نخست‌وزیری استعفا داد.

### انتخابات ریاست‌جمهوری ۲۰۰۵
پس از درگذشت یاسر عرفات، محمود عباس حداقل از نظر فتح، جانشین طبیعی او تلقی می‌شد. در ۲۵ نوامبر ۲۰۰۴، شورای انقلابی فتح، عباس را به عنوان نامزد مورد نظر خود برای انتخابات ریاست‌جمهوری که برای ۹ ژانویه ۲۰۰۵ برنامه‌ریزی شده بود، تأیید کرد. در ۱۴ دسامبر، عباس خواستار پایان خشونت در انتفاضه دوم و بازگشت به مقاومت مسالمت‌آمیز شد. او به روزنامه الشرق الاوسط گفت که «استفاده از اسلحه آسیب‌رسان بوده و باید پایان یابد.» با این حال، او نخواست یا نتوانست شبه‌نظامیان فلسطینی را خلع سلاح کند و علیه گروه‌هایی که به عنوان سازمان‌های تروریستی شناخته شده بودند، از زور استفاده کند. با توجه به دستگیری و محدودیت تردد سایر نامزدها توسط نیروهای اسرائیلی، تحریم انتخابات توسط حماس، و پوشش ۹۴ درصدی کمپین انتخاباتی او در تلویزیون فلسطین، انتخاب عباس عملاً تضمین شده بود و در ۹ ژانویه، عباس با کسب ۶۳ درصد آرا به عنوان رئیس تشکیلات خودگردان فلسطین انتخاب شد. در سخنرانی خود، او خطاب به جمعیتی از حامیان که شعار «یک میلیون شهید» سر می‌دادند، اظهار داشت: «این پیروزی را به روح یاسر عرفات و به مردممان، به شهدایمان و به ۱۱٬۰۰۰ زندانی تقدیم می‌کنم.» او همچنین از گروه‌های فلسطینی خواست تا به استفاده از اسلحه علیه اسرائیلی‌ها پایان دهند.
با وجود درخواست عباس برای یک راه‌حل مسالمت‌آمیز، حملات گروه‌های شبه‌نظامی پس از انتخاب او نیز ادامه یافت که چالشی مستقیم برای اقتدار او محسوب می‌شد. جنبش جهاد اسلامی فلسطین در ۱۲ ژانویه ۲۰۰۵ حمله‌ای را در غزه آغاز کرد که منجر به کشته شدن یک نفر و زخمی شدن سه پرسنل نظامی اسرائیلی شد. در ۱۳ ژانویه، فلسطینی‌ها از گردان‌های شهدای الاقصی، حماس و کمیته‌های مقاومت مردمی یک حمله انتحاری در گذرگاه کارنی انجام دادند که شش اسرائیلی را کشت. در نتیجه، اسرائیل پایانه آسیب‌دیده را بست و روابط خود را با عباس و تشکیلات خودگردان فلسطین قطع کرد و اظهار داشت که عباس باید اکنون با تلاش برای توقف این حملات، نشانه‌ای از صلح نشان دهد. عباس در ۱۵ ژانویه، در مراسمی در شهر رام‌الله در کرانه باختری، رسماً به عنوان رئیس تشکیلات خودگردان فلسطین سوگند یاد کرد. در فوریه ۲۰۰۵، عباس با آریل شارون، نخست‌وزیر وقت اسرائیل، در اجلاس شرم‌الشیخ دیدار کرد تا به انتفاضه دوم پایان دهد، و هر دو تعهد خود را به روند نقشه راه برای صلح تأیید کردند. شارون همچنین با آزادی ۹۰۰ زندانی فلسطینی از ۷۵۰۰ نفر که در آن زمان بازداشت بودند و خروج از شهرهای کرانه باختری موافقت کرد.
در ۹ اوت ۲۰۰۵، عباس اعلام کرد که انتخابات مجلس که در ابتدا برای ۱۷ ژوئیه ۲۰۰۵ برنامه‌ریزی شده بود، در ژانویه ۲۰۰۶ برگزار خواهد شد. در ۲۰ اوت، او تاریخ انتخابات را ۲۵ ژانویه تعیین کرد. در ۱۵ ژانویه ۲۰۰۶، عباس اعلام کرد که با وجود ناآرامی‌ها در غزه، تاریخ انتخابات را تغییر نخواهد داد، مگر اینکه اسرائیل مانع رای دادن فلسطینی‌ها در قدس شرقی شود. انتخابات در ۲۵ ژانویه ۲۰۰۶ برگزار شد و منجر به پیروزی قاطع حماس شد. در ژانویه ۲۰۰۶، در چارچوب باخت فتح در انتخابات و دولت تک‌حزبی احتمالی آینده حماس، عباس گفت که در پایان دوره خود دوباره برای ریاست‌جمهوری نامزد نخواهد شد. با این حال، پس از تحریم‌های بین‌المللی علیه دولت تک‌حزبی حماس، درگیری‌های سیاسی و نظامی بین حماس و فتح، و تقسیم کشور که برگزاری انتخابات جدید را ناممکن ساخت، عباس پس از انقضای دوره چهار ساله خود در ۱۵ ژانویه ۲۰۰۹، در سمت رئیس‌جمهور باقی ماند. او دوره خود را برای یک سال دیگر تمدید کرد، با استفاده از تفسیری دیگر از قانون اساسی و قانون انتخابات، تا بتواند انتخابات ریاست‌جمهوری و پارلمانی بعدی را هم‌راستا کند. حماس با اشاره به قانون اساسی فلسطین، اعتبار این اقدام را زیر سؤال برد و دوره عباس را پایان‌یافته تلقی کرد، که در این صورت عزیز دویق، رئیس شورای قانون‌گذاری فلسطین، باید رئیس‌جمهور موقت می‌شد. در دسامبر ۲۰۰۹، رهبری شورای مرکزی فلسطین تمدید نامحدود دوره ریاست‌جمهوری عباس را اعلام کرد. از آن زمان، عباس به عنوان رئیس مناطق تحت کنترل فتح در سرزمین‌های فلسطینی باقی مانده است. در آوریل ۲۰۱۴، حماس برای تشکیل دولت وحدت ملی با فتح، اعتراض خود را پس گرفت.
عباس از محاصره نوار غزه به عنوان ابزاری برای تضعیف حماس حمایت کرده است. در سال ۲۰۱۰، عباس اعلام کرد که با رفع محاصره دریایی اسرائیل از نوار غزه مخالف است، زیرا این امر حماس را تقویت می‌کند. مصر نیز از این موضع حمایت کرد. در سال ۲۰۱۴ و سال‌های بعد، عباس از سرکوب تونل‌های قاچاق توسط مصر حمایت کرد و از آب‌گرفتگی تونل‌ها توسط مصر با هماهنگی تشکیلات خودگردان استقبال کرد. در سال ۲۰۱۶، عباس با ورود سوخت قطری به نیروگاه برق غزه از طریق اسرائیل مخالفت کرد، زیرا تشکیلات خودگردان او قادر به جمع‌آوری مالیات بر سوخت نبود. در دسامبر ۲۰۱۴، عباس درخواستی را برای پیوستن فلسطین به دیوان کیفری بین‌المللی امضا کرد، تنها یک روز پس از آنکه شورای امنیت سازمان ملل به قطعنامه‌ای که خواستار پایان اشغال اسرائیلی سرزمین‌های فلسطینی و تشکیل کشور فلسطین تا سال ۲۰۱۷ بود، رأی منفی داد. تهدید به پیوستن به ICC و شکایت از اسرائیل به دلیل جنایات جنگی سال‌ها قبل توسط مقامات فلسطینی مورد بررسی قرار گرفته بود، اما این اقدام به عنوان «آخرین راه‌حل» دیپلماتیک تلقی می‌شد. این تصمیم در حالی گرفته شد که دولت عباس با اتهامات فساد و سوءمدیریت، چالش‌های سیاسی احتمالی از سوی احزاب رقیب و سایر اعضای فتح، و نرخ پایین تأیید عمومی مواجه بود.
در اوت ۲۰۱۵، عباس استعفای خود را از ریاست کمیته اجرایی سازمان آزادی‌بخش فلسطین اعلام کرد و پس از آن خواستار تشکیل جلسه اضطراری PNC برای برگزاری انتخابات شد. این اعلام، انتقادات و گمانه‌زنی‌هایی را در مورد انگیزه‌های او برانگیخت. جلسه ویژه پیشنهادی او در PNC به‌طور نامحدود به تعویق افتاد و او تا اکتبر ۲۰۲۳ به عنوان رئیس موقت PLC باقی ماند. در سال ۲۰۲۱، انتخابات محلی در فلسطین در بحبوحه اختلاف بین عباس و حماس برگزار شد. این اتفاق پس از آن رخ داد که او انتخابات ریاست‌جمهوری و انتخابات پارلمانی را به‌طور نامحدود به تعویق انداخته بود. در طول جنگ غزه (۲۰۲۳-اکنون)، عباس «اعمال کشتار غیرنظامیان یا سوءاستفاده از آنها در هر دو طرف را رد کرد، زیرا آنها با اخلاق، دین و قوانین بین‌المللی در تضاد هستند.» او خواستار «آزادی غیرنظامیان، اسیران و بازداشت‌شدگان» شد و نگرانی خود را در مورد عواقب محاصره کامل نوار غزه توسط اسرائیل ابراز کرد. عباس پس از انفجار بیمارستان الاهلی عرب سه روز عزای عمومی اعلام کرد و جلسه برنامه‌ریزی شده با رئیس‌جمهور آمریکا، جو بایدن، را لغو کرد. در فوریه ۲۰۲۴، او حادثه کمک‌های بشردوستانه الرشید را «کشتاری زشت» خواند که توسط «ارتش اشغالگر اسرائیل» انجام شده است. در آوریل ۲۰۲۵، عباس در شدیدترین اظهارات خود از زمان آغاز جنگ، حماس را «فرزندان سگ» خواند و آنها را مسئول ارائه توجیه به اسرائیل برای ادامه حملات خود به غزه دانست و خواستار آزادی گروگان‌های اسرائیلی، خلع سلاح و واگذاری کنترل منطقه شد.